# Paloma Zapata
Paloma Zapata García (Murcia, 29 de enero de 1979) es una directora de cine española. Su obra —que mantiene una estrecha conexión con la música— ha sido reconocida por el empleo de lenguajes híbridos entre el documental y la ficción. En 2024, su película La Singla obtuvo el Premio Feroz Arrebato de No Ficción.

## Biografía
Nacida en Murcia en 1979, Paloma Zapata se licenció en Bellas Artes por la Universidad Miguel Hernández de Elche en 2004 y, en 2008, fundó en Barcelona su productora, La Fábrica Naranja. Desde sus inicios, ha destacado por la dirección de videoclips, documentales musicales y proyectos audiovisuales de no ficción.

#### La Singla
En 2023, Zapata estrenó su obra más internacional: La Singla. Esta docuficción hispanoalemana recupera la historia de Antonia Singla, una bailaora sorda cuya vida había caído en el olvido. Lanzada en Alemania con el lema Searching for Sugarman goes Flamenco, la película recibió elogios por su enfoque innovador y la riqueza narrativa con la que abordó la figura de La Singla.
La Singla inauguró el Thessaloniki Documentary Festival y participó en la sección oficial de prestigiosos certámenes internacionales como Hot Docs, el Festival de Málaga, el Festival de Cine Europeo de Sevilla, el Festival de San Sebastián y el Festival de Cine de Raindance, entre otros. Durante su desarrollo, el proyecto recibió reconocimientos como el Premio Abycine LANZA y fue seleccionado en programas internacionales como el Circle Women Doc Accelerator, Sunny Side of the Doc, DOK.FEST Munich e IDFA Docs for Sale.
En 2024, la película obtuvo el Premio Feroz Arrebato de No Ficción de la Asociación de Informadores Cinematográficos de España y recibió el premio del público en DocsBarcelona, además de otros galardones como el Premio KeenEye en el Festival Internacional de Cine de Moscú y una mención del jurado en el Krakow International Film Festival. Asimismo, fue nominada a mejor documental en los Premios Asecán y los Premios Carmen de la Academia del Cine Andaluz, donde también obtuvo una nominación a mejor actriz para Helena Kaittani.
Distribuida internacionalmente por Rise and Shine, La Singla fue emitida en cadenas como ZDF (Alemania), ARTE (Francia), YLE (Finlandia) y Movistar Plus+ (España).

#### Primeros trabajos y videoclips
Antes de su carrera como directora de cine, Zapata se especializó en la dirección de videoclips y colaboró con discográficas como Warner Music, Universal Music y Polydor, además de agencias británicas como Lock it In, Rubber Necker y NTSH London. A lo largo de su trayectoria, dirigió más de 100 videoclips, entre los que destacan:
- Dancing in the Rain de Ruth Lorenzo, canción que representó a España en Eurovisión 2014.
- Seguiremos, un video benéfico junto a Macaco y el Hospital Sant Joan de Déu, que se convirtió en uno de los vídeos más virales de la historia de YouTube en España.
- El Muerto Vivo de Peret. También trabajó con artistas internacionales como Calexico y nacionales como Vetusta Morla y Amparanoia.

#### Carrera cinematográfica previa aLa Singla
En 2017, Zapata debutó como directora y productora de cine con Casamance, la banda sonora de un viaje, un documental musical protagonizado por el músico Depedro y filmado en Senegal. Esta road movie exploró la conexión entre música y territorio, participó en festivales internacionales y se estrenó en plataformas como Movistar+ y Al Jazeera.
En 2019, estrenó Peret: yo soy la rumba, un retrato biográfico del mítico músico Peret, que contó con la participación especial de Andreu Buenafuente. El documental clausuró el Festival In-Edit en Barcelona, participó en el BAFICI y recibió una nominación en los Premis Gaudí de la Academia del Cinema Català.

## Distinciones
- Arrebato de No Ficción (Premios Feroz, 2024)
- Festival Internacional de Cine de Moscú (Premio KeenEye por La Singla, 2023)